# 路東
路東，是臺灣臺南市柳營區的一個傳統地域名稱，位於該區中部略偏西。相較於今日行政區，其範圍大致包括太康里南部、大農里西半葉的西南部。
本地區境內主要聚落為路東，德元埤水庫的水域位於本地區西南部邊界地帶。

## 歷史
台灣日治初期，路東地區為一街庄，稱為「路東庄」，隸屬於鐵線橋堡。該庄昔日西邊北段及北邊西段與太康庄為鄰，北邊中間一小段與五軍營庄為鄰，北邊東段及東邊與大腳腿庄為鄰，南邊為新厝庄，西邊南至中段為查畝營庄。
1901年（日治明治三十四年）11月11日，全台廢縣廳改設二十廳，該庄隸屬於鹽水港廳。1904年（明治三十七年）4月1日，該庄編入「果毅後區」，隸屬於鹽水港廳。1906年（明治三十九年）4月1日，鹽水港廳內管轄區域調整，該庄仍隸屬於「果毅後區」。1909年（明治四十二年）10月25日，全台合併二十廳為十二廳，果毅後區改隸屬於嘉義廳。1920年（大正九年）10月1日，全台地方制度大改正，廢十二廳改設五州二廳，該庄改制為「路東」大字，隸屬於臺南州新營郡柳營庄。
戰後柳營庄改制為柳營鄉，隸屬於臺南縣，大字亦改制為村。1950年10月25日，雲、嘉、南分治，柳營鄉仍隸屬於臺南縣。2010年12月25日，臺南縣、市合併為直轄臺南市，柳營鄉改制為柳營區，村亦改制為里。

## 聚落
本地區發展較早的聚落為路東，在日治期初期的官方地圖上已有記載。

## 交通
區道南112線是大洲埔至果毅後的道路，其西北側端點（起點）位於本地區東北部的區道南316線路口。
區道南316線是八老爺至新吉莊的道路，經過本地區主聚落。

## 水利設施
- 德元埤水庫（水域位於本地區西南部邊界地帶）

## 產業
- 柳營科技工業暨環保園區（本地區東端，為全園區之一小部分）